# قرار مجلس الأمن التابع للأمم المتحدة رقم 1240
قرار مجلس الأمن التابع للأمم المتحدة رقم 1240، المتخذ بالإجماع في 15 أيار / مايو 1999، بعد الإشارة إلى جميع القرارات المتعلقة بالحالة في طاجيكستان وعلى طول الحدود الطاجيكية الأفغانية، مدد المجلس ولاية بعثة مراقبي الأمم المتحدة في طاجيكستان لمدة ستة أشهر أخرى حتى 15 نوفمبر 1999.
واشار مجلس الأمن إلى استمرار عملية السلام في طاجيكستان والالتزام العام بوقف اطلاق النار من قبل الحكومة الطاجيكية والمعارضة الطاجيكية المتحدة. وقد تحسن الوضع العام في البلاد رغم أن بعض المناطق ظلت متوترة.
وطُلب من الأطراف الطاجيكية تهيئة الظروف لإجراء استفتاء دستوري وانتخابات رئاسية وبرلمانية، وضمان سلامة موظفي الأمم المتحدة والموظفين الدوليين في البلد. وطلب من منظمة الأمن والتعاون في أوروبا مواصلة التعاون مع الأمم المتحدة في نشر الديمقراطية ورحب بالجهود التي تبذلها قوات حفظ السلام التابعةرابطة الدول المستقلة في البلاد.
وأخيراً، طُلب من الأمين العام كوفي عنان اطلاع المجلس على التطورات في طاجكستان، وتحقيقاً لهذا الغرض، تقديم تقرير في غضون ثلاثة أشهر. في بداية حزيران / يونيو 1999، أعادت بعثة مراقبي الأمم المتحدة في طاجيكستان فتح مكاتبها في خروج وخجندة بعد إطلاق النار على أربعة من أفرادها في تموز / يوليو 1998.

## روابط خارجية
- نص القرار في undocs.org